# Château de Rothenbourg
Le château de Rothenbourg se situe sur la commune de Philippsbourg, dans le département de la Moselle.

## Géographie
Le château est situé sur la hauteur appelée Rothenberg ou Rodenberg, au nord du Falkenstein et du Helfenstein. Il domine la vallée du Rothenbach, ruisseau qui vient de l'Erbsenthal et qui alimente le Grafenweiher quelques kilomètres plus en aval. Situé à un peu plus de trois kilomètres à vol d'oiseau de Neunhoffen (Dambach, Bas-Rhin), c'est aussi le château le plus à l'est du département de la Moselle et de l'ancienne région Lorraine.

## Toponymie
- Anciennes mentions[2],[3] : Rothenburg (912) ; Rothemburg (1353) ; Rotenburg (1369) ; Retenburg (1698).

## Histoire
Ce château aurait été bâti tout au début du Xe siècle, en 906, par Otbert ou Albert, trente-septième évêque de Strasbourg. Ayant appuyé les prétentions du roi Charles le Simple à l'héritage de Louis III, tandis que la ville de Strasbourg se prononçait pour celles de Conrad de Franconie, il se trouva ainsi en désaccord avec ses sujets. Pour vaincre leur résistance, il eut recours à l'excommunication, ce qui causa un soulèvement général devant lequel il dut fuir. Vers l'an 912-913, il se serait réfugié à la Rathburg, qui est peut-être Rothenburg, et y fut assassiné peu de temps après. 
Rothenburg appartenait en partie, au XIVe siècle, au Comte Walram de Deux-Ponts-Bitche qui le donna en fief, pour moitié, en 1353, à Gerhard Harnasch de Weisskirchen. Celui-ci, vraisemblablement un de ces Raubritter (chevaliers pillards) qui infestaient alors les confins de l'Alsace et de la Lorraine, eut maille à partir avec les bourgeois de Strasbourg, lesquels vinrent l'attaquer dans son repaire. En 1369, après s'être emparés du château, ils le démantelèrent et il ne semble pas qu'il ait jamais été reconstruit depuis lors.
À la fin du XVIe siècle, le Rotenburg fait encore partie de la seigneurie de Bitche. Il est possible que le fief ait passé au début du XVIIe siècle, avec le Falkenstein, entre les mains des Hanau-Lichtenberg.
Le château pourrait avoir donné son nom à la famille Blick de Rothenburg, qui tenait plusieurs fiefs des sires de Bitche, et qui s'est éteinte en 1749.